# Allactaga williamsi
Espèce
Statut de conservation UICN

 LC : Préoccupation mineure
Allactaga williamsi est une espèce de la famille des Dipodidés. Cette gerboise, présente en Afghanistan, Arménie, Azerbaïdjan, Iran et Turquie, n'est pas considérée comme étant en danger par l'Union internationale pour la conservation de la nature (UICN).